# Sancaktepe FK
Sancaktepe Futbol Kulübü Anonim Şirketi bzw. Sancaktepe FK  ist ein türkischer Fußballverein aus dem Istanbuler Stadtteil Sancaktepe und wurde 2008 als Betriebsportverein der Stadtteilverwaltung Sancaktepes gegründet. Neben der bekannten Fußballabteilung besitzt der Verein weitere Sportabteilungen wie Basketball, Ringen, Karate, Wushu, Kickboxen und Muay Thai. Ihre Heimspiele bestreitet die Fußballmannschaft im Hakan-Şükür-Stadion. Die Vereinsfarben sind Rot-Weiß.

## Geschichte

### Gründung und die ersten Jahre
Der Klub wurde am 22. März 2008 als Betriebsportverein der Stadtteilverwaltung Sancaktepes gegründet. Die Fußballmannschaft nahm nach der Gründung an der regionalen Amateurliga teil.

### Einstieg in den Profifußball
In die Bölgesel Amatör Ligi aufgestiegen etablierte sich der Klub bereits in seiner ersten Saison, der Spielzeit 2009/10, an der Tabellenspitze. Die Saison beendete die Mannschaft souverän als Tabellenerster und stieg das erste Mal in seiner Vereinsgeschichte in die TFF 3. Lig, in die niedrigste türkische Profiliga, auf. Dieser Aufstieg bedeutete auch die erste Teilnahme des Vereins am türkischen Profifußball. In seiner ersten Viertligasaison beendete die Mannschaft die Liga auf dem 3. Tabellenplatz und qualifizierte sich für die Playoffs. In den Playoffs schied man bereits im Halbfinale gegen Diyarbakır Büyükşehir Belediyespor aus. Auch in der Viertligasaison 2011/12 ereilte dem Verein das gleiche Schicksal. Wieder wurde man Tabellendritter und wieder schied man in den Playoffs im Halbfinale aus.

## Erfolge
- Meister der TFF 3. Lig und Aufstieg in die TFF 2. Lig: 2016/17

## Ligazugehörigkeit
- 3. Liga: Seit 2017
- 4. Liga: 2010–2017
- Amateurligen: 2008–2010

## Ehemalige Trainer
- Semih Yuvakuran (Juli 2013 – Juni 2014)
- Hikmet Sevim (Juli 2016 – )

## Präsidenten (Auswahl)
- Muhammed Ali Cankatar
- Mehmet Genç